# Dirección General de Ordenación de la Seguridad Social
La Dirección General de Ordenación de la Seguridad Social (DGOSS) es el órgano directivo del Ministerio de Inclusión, Seguridad Social y Migraciones, dependiente de la Secretaría de Estado de la Seguridad Social y Pensiones, al cual le corresponde, entre otras, el desarrollo de las funciones de ordenación jurídica y económico-financieras de la Seguridad Social, planificación y realización de estudios económico- financieros y demográficos, elaboración del anteproyecto de presupuestos de la Seguridad Social, el seguimiento económico y presupuestario de las Entidades Gestoras y Servicios Comunes, conocimiento y evaluación de la gestión y situación económico-financiera de las Mutuas Colaboradoras con la Seguridad Social.
Asimismo, se encarga de la elaboración, tramitación y, en su caso, resolución en materia de asignación de coeficientes reductores de los trabajos realizadas en empresas mineras, así como el establecimiento, con carácter anual, de las bases normalizadas de cotización de la Minería del Carbón.
También asume directamente las competencias en materia de reconocimiento, gestión y propuesta de pagos de las prestaciones, indemnizaciones, ayudas y anticipos cuya competencia tenga atribuida esta Dirección General, así como la tramitación, propuesta y, en su caso, resolución de las reclamaciones y recursos interpuestos contra aquellos actos que, en materia de pensiones, ayudas o indemnizaciones, sean de su competencia.

## Historia
La DGOSS nace en mayo de 1996 como un órgano directivo que unifica las competencias de ordenación económica y jurídica de la Seguridad Social, que previamente estaban dividas en dos órganos directivos diferentes, las direcciones generales de Planificación y Ordenación Económica de la Seguridad Social y de Ordenación Jurídica y Entidades Colaboradoras de la Seguridad Social. La complejidad de sus asuntos también se reflejaba en su estructura orgánica, poseyendo seis subdirecciones generales, en su mayoría aún existentes.
Brevemente, en la VII legislatura este órgano se denominó Dirección General de Ordenación Económica de la Seguridad Social, recuperando su denominación original en la siguiente legislatura y con una estructura basada en cinco subdirecciones generales (planificación y análisis económico-financiero, presupuestos, seguimiento presupuestario (hoy económico), ordenación jurídica y entidades colaboradoras). Dieciocho años más tarde, en 2022, sufrió su primer cambio estructural, creándose una nueva Subdirección General de Promoción de Fondos de Pensiones de Empleo que asumió las funciones de estudio y análisis que tenía la de Ordenación Jurídica y nuevas en torno a la Comisión Promotora y de Seguimiento de los fondos de pensiones de empleo de promoción pública abiertos, creada por la Ley 12/2022, de 30 de junio.

## Estructura y funciones
De la Dirección General dependen los siguientes órganos, a través de los cuales ejerce sus funciones:
- La Subdirección General de Ordenación Jurídica de la Seguridad Social, a la que corresponde la realización de las funciones de ordenación jurídica del sistema de la Seguridad Social, elaborando e interpretando las normas y disposiciones que afecten a dicho sistema, unificando y dictando los criterios normativos necesarios para su efectividad; el estudio, informe y, en su caso, propuesta de las normas que regulan el sistema de la Seguridad Social y las pensiones especiales, a los efectos de su coherencia y compatibilidad; la elaboración, tramitación y, en su caso, resolución de las propuestas de sanciones que se originen por infracciones en materia de Seguridad Social; la tramitación del procedimiento para la aplicación de coeficientes reductores de la edad de jubilación; la coordinación de actuaciones y la elaboración de propuestas en orden a la integración en la Seguridad Social de las contingencias y prestaciones cubiertas por Entidades Sustitutorias o excluidas de la misma respecto de determinados colectivos; y el seguimiento y la elaboración de propuestas normativas respecto de las contingencias y prestaciones dispensadas por las Entidades Alternativas.
- La Subdirección General de Presupuestos de la Seguridad Social, a la que corresponde la elaboración del anteproyecto de presupuestos de la Seguridad Social, de conformidad con la política de protección social establecida por el Gobierno de la Nación, así como establecer la coordinación con otros Departamentos en materia presupuestaria de la Seguridad Social; la gestión económico-presupuestaria de las transferencias corrientes y de capital, así como de cualquier otro ingreso a favor de la TGSS; promover y cuantificar las aportaciones del presupuesto del Estado exigidas para amparar la protección de la Seguridad Social atendida por aquel en cada ejercicio; el seguimiento, coordinación y adecuación financiera de la gestión correspondiente a las subsistentes pensiones asistenciales por invalidez y jubilación reguladas en la Ley por la que se crean determinados Fondos Nacionales para la aplicación social del Impuesto y del Ahorro de 1960.
- La Subdirección General de Seguimiento Económico de la Seguridad Social a la que corresponde la realización del seguimiento en el orden económico y presupuestario de las Entidades Gestoras, Servicios Comunes y Mutuas Colaboradoras con la Seguridad Social, así como sus Centros Mancomunados, junto con la recepción, análisis, elaboración y publicación en Internet de la información relativa a las prestaciones económicas gestionadas por las Mutuas Colaboradoras con la Seguridad Social; la tramitación de las modificaciones presupuestarias correspondientes a Entidades Gestoras, Servicios Comunes y Mutuas Colaboradoras con la Seguridad Social y sus Centros Mancomunados; la gestión y seguimiento del programa FIPROS; la elaboración, publicación y distribución de la Muestra Continua de Vidas Laborales.
- La Subdirección General de Entidades Colaboradoras de la Seguridad Social, a la que corresponde el conocimiento y evaluación de la gestión y de la situación económica y financiera de las Mutuas Colaboradoras con la Seguridad Social y de sus Centros Mancomunados, formulando las iniciativas y propuestas pertinentes o adoptando las medidas que legalmente correspondan en los supuestos de deficiencias o de desequilibrios puestos de manifiesto; la dirección y tutela de la gestión de las Mutuas Colaboradoras con la Seguridad Social y de las empresas colaboradoras; la ordenación de la prevención de riesgos laborales con cargo a cuotas de Seguridad Social; y la elaboración de la Memoria económico-financiera y de gestión de las Mutuas Colaboradoras con la Seguridad Social y de los informes correspondientes a las Entidades Colaboradoras en la gestión de la Seguridad Social.
- La Subdirección General de Promoción de Fondos de Pensiones de Empleo, a la que corresponde el estudio, análisis, seguimiento e informe sobre los instrumentos de previsión social complementaria para su desarrollo, coherencia y compatibilidad con el sistema de prestaciones de la Seguridad Social y la elaboración de propuestas normativas relativas a los principios y regímenes de coordinación entre las pensiones públicas y complementarias en el ámbito laboral; actuar como Secretaría de la Comisión Promotora y de Seguimiento de los fondos de pensiones de empleo de promoción pública abiertos, ejerciendo las funciones que le atribuye la legislación; asistir a la Comisión Promotora y de Seguimiento de los fondos de pensiones de empleo de promoción pública abiertos en el ejercicio de las funciones que le atribuye la legislación; realizar las actuaciones preparatorias y promover los expedientes de contratación necesarios para el cumplimiento de la legislación vigente en materia de fondos de pensiones de empleo de promoción pública abiertos; y cooperar en materia de fondos de pensiones de empleo de promoción pública abiertos con la Dirección General de Seguros y Fondos de Pensiones, en el ejercicio de sus funciones como autoridad supervisora de planes y fondos de pensiones.
- La Subdirección General de Planificación y Análisis Económico-Financiero de la Seguridad Social, a la que corresponde el desarrollo, elaboración y coordinación de las funciones económico-financieras de la Seguridad Social que corresponden al Ministerio de Inclusión, Seguridad Social y Migraciones, llevando a cabo su planificación junto con las proyecciones de ingresos y gastos del sistema de la Seguridad Social, y realizando los estudios económico-financieros para la consecución de los objetivos planificados, así como la elaboración de los informes preceptivos para la Comisión Permanente de Seguimiento y Evaluación de los Acuerdos Pacto de Toledo y para la Autoridad Independiente de Responsabilidad Fiscal; la elaboración de la memoria económica y de impacto presupuestario de cada una de las disposiciones que tengan incidencia en los recursos o los gastos del sistema de la Seguridad Social; la elaboración del Informe Económico-Financiero a los Presupuestos de la Seguridad Social; el diseño metodológico, desarrollo, mantenimiento, supervisión y explotación del sistema estadístico de la Seguridad Social y sus indicadores, así como la coordinación de toda actividad de estudio e investigación, sin perjuicio de las competencias atribuidas, en el ámbito estadístico-contable, a la Intervención General de la Seguridad Social, a las entidades gestoras y a los servicios comunes de la Seguridad Social; la participación, desarrollo y coordinación de las actividades de la Seguridad Social relacionadas con el ámbito internacional, tanto de los grupos de trabajo del Comité de Protección Social de la Comisión Europea y la OCDE, como en la elaboración de los informes requeridos por diversos organismos internacionales o derivados de la pertenencia de España a dichos organismos, sin perjuicio de las competencias de la Secretaría General Técnica y en coordinación con ella; la recepción y análisis de la documentación relativa a las enfermedades profesionales y su explotación estadística; la administración del sistema CEPROSS, de las bases de datos de contingencias profesionales y del sistema PANOTRATSS; el establecimiento de los requisitos funcionales para el tratamiento informático y de bases de datos de la Seguridad Social de contingencias profesionales; y la elaboración de las bases de datos e informes estadísticos y económicos requeridos para la aplicación de coeficientes reductores de la edad de jubilación y otras medidas en el ámbito de la Seguridad Social.
  - Además, ésta subdirección ejerce las siguientes funciones, bajo la supervisión de la Secretaría General de Objetivos y Políticas de Inclusión y Previsión Social:
    - El desarrollo de modelos de previsión y proyección de las variables que configuran el sistema de la Seguridad Social.
    - La elaboración, mantenimiento y difusión de las proyecciones de ingresos y gastos a medio y largo plazo, así como la previsión de la senda de superávit/déficit del sistema de la Seguridad Social.
    - La elaboración de análisis específicos de los empleos derivados de las políticas de inclusión, definiendo y manteniendo un sistema de indicadores sintéticos y fáciles de comunicar sobre las variables explicativas principales de la evolución de la sostenibilidad y de la adecuación de las prestaciones. El sistema de indicadores tendrá en consideración los desarrollados por los Comités de Protección Social y de Política Económica de la Unión Europea y de la OCDE.
    - La evaluación ex post de las políticas adoptadas que incidan en los ingresos o los empleos del sistema de la Seguridad Social, mediante criterios técnicos y transparentes, así como el establecimiento de indicadores que evalúen la eficiencia y eficacia de dichas medidas.
    - La elaboración de propuestas que contribuyan a definir los ejes estratégicos, los objetivos y las actuaciones conducentes a lograr la sostenibilidad financiera del sistema, la eficiencia de las prestaciones, y también su transparencia y traslado a la sociedad de la realidad económica y presupuestaria de la Seguridad Social.
    - La promoción de la transparencia y accesibilidad a la información estadística relevante y en tiempo. Estandarizar, simplificar y difundir la información internamente y al exterior.
- El Servicio Jurídico Delegado. A este servicio, dependiente funcionalmente del Servicio Jurídico de la Administración de la Seguridad Social, le corresponde el asesoramiento jurídico, así como la representación y defensa en juicio, de la Administración de la Seguridad Social en materia de clases pasivas y otras prestaciones de Seguridad Social, así como la asistencia jurídica en aquellos asuntos que afecten a los intereses de las entidades gestoras y servicios comunes de la Seguridad Social en los términos que determine la Secretaría de Estado de la Seguridad Social y Pensiones.

### Adscripciones
- La Comisión Promotora y de Seguimiento de los fondos de pensiones de empleo de promoción pública abiertos.

## Directores generales
1. Ana de Vicente Merino (1996-2000)
2. José Luis Gómez-Calcerrada Gascón (2000-2004)
3. Miguel Ángel Díaz Peña (2004-2012)
4. Rafael Antonio Barberá de la Torre (2012-2016)
5. Miguel Ángel García Díaz (2016-2018)
6. Borja Suárez Corujo (2018-2022)[7]
7. José Fernández Albertos (2022-2024)[8]
8. Marta Morano Larragueta (2024-)[9]